# Torrejón de Velasco
Torrejón de Velasco – miasto w Hiszpanii we wspólnocie autonomicznej Madryt, 28 km na południe od Madrytu. Liczy 4049 mieszkańców (2009).